# Wuyi (köping i Kina, Zhejiang)
Wuyi (kinesiska: 五一, 五一镇) är en köping i Kina. Den ligger i provinsen Zhejiang, i den östra delen av landet, omkring 54 kilometer söder om provinshuvudstaden Hangzhou.
Genomsnittlig årsnederbörd är 2 020 millimeter. Den regnigaste månaden är juni, med i genomsnitt 365 mm nederbörd, och den torraste är januari, med 79 mm nederbörd.